# Ente Autonomo Volturno
L'Ente Autonomo Volturno S.r.l., noto anche attraverso l'acronimo EAV, è un'azienda che opera nel settore del trasporto pubblico su gomma, ferro e funivia, della Regione Campania.
Nacque nel 1904 su iniziativa del comune di Napoli come ente autonomo per la realizzazione e gestione di una centrale idroelettrica sul fiume Volturno, ultimata nel 1909 ed operativa dal 1916. Successivamente l'ente ha fatto il suo ingresso in diversi altri settori tra cui quello del trasporto pubblico con l'acquisto, nel 1931, dell'Azienda Tranviaria del Comune di Napoli. Successivamente ha svolto i compiti di stazione appaltante e gruppo che comprendeva gli operatori di trasporto ferroviario e automobilistico nonché funivia, quali Circumvesuviana, MetroCampania NordEst e SEPSA. Nel 2012, su iniziativa della Regione Campania, ha incorporato le predette aziende subentrando nella gestione dei servizi in qualità sia di gestore dell'infrastruttura che di impresa ferroviaria.

## Storia

### Origini e primi anni

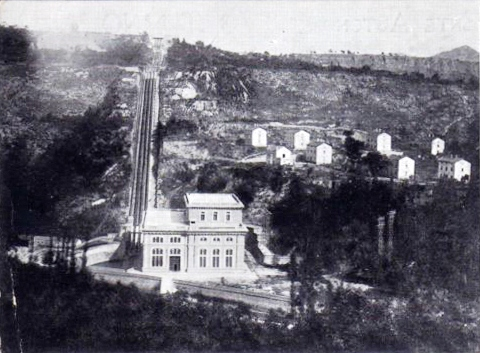
La centrale idroelettrica di Rocchetta a Volturno

Con la promulgazione della legge n° 351 dell'8 luglio 1904, concernente il "risorgimento economico della città di Napoli", il Regno d'Italia autorizzò il comune ad utilizzare la forza sviluppata dalle sorgenti del fiume Volturno, dando il via libera ad un progetto ideato nel 1895 dall'ingegnere Francesco Paolo Boubée. Per tale scopo fu istituito un ente autonomo per la progettazione, realizzazione e gestione di una centrale idroelettrica nel territorio del comune di Rocchetta a Volturno con l'obiettivo di distribuire alla città l'energia ricavata dal fiume a prezzi calmierati. La centrale fu inaugurata nel 1909 dopo la risoluzione di un contenzioso sulla proprietà delle sorgenti tra i comuni di Rocchetta a Volturno e Castellone al Volturno e la provincia di Campobasso anche se iniziò ad erogare l'energia elettrica prodotta a Napoli solo nel 1916. Tra il 1925 e il 1929 l'ente acquistò le varie unità che compongono il palazzo Giovene di Girasole per adibirlo a propria sede centrale.
Con l'ingresso nel settore di altre imprese, anche grazie ai buoni risultati riscontrati nei bilanci, l'ente iniziò a diversificare le sue attività occupandosi anche di altri servizi pubblici per conto del comune di Napoli. Ad esempio tra il 1931 e il 1933 curò il posizionamento di 21 orologi stradali pubblici nella città partenopea (ridotti a dodici dopo la seconda guerra mondiale) nell'ambito di un progetto denominato "Impianto dell'ora unica di Napoli". A partire dal 1931, invece, fece il suo debutto nel settore del trasporto pubblico, divenendo proprietario dell'Azienda Tranviaria del Comune di Napoli (ATCN) e assumendo quindi la gestione della rete tranviaria urbana e delle tranvie di Capodimonte oltre che della rete autobus.

### Secondo dopoguerra

Vecchio logo aziendale

Durante la seconda guerra mondiale l'impianto subì gravi danni, in particolare durante la ritirata delle truppe tedesche, e pertanto al termine del conflitto fu inserita in un nuovo sistema idrico comprendente i bacini artificiali della Montagna Spaccata e di Castel San Vincenzo, ultimato nel 1960, che prevedeva la presenza di altre tre centrali: Pizzone, Rocchetta, o Rio Torto Terzo Salto, e Colli a Volturno, o Volturno Secondo Salto.
Nel 1963 l'EAV propose al comune di Napoli il progetto, poi rifiutato, di una funicolare per collegare il quartiere Vomero con il Museo archeologico nazionale. Circa tre anni dopo l'ente presentò un progetto per la metropolitana di Napoli realizzando un collegamento tra piazza Matteotti e piazza Medaglie d'Oro con la prospettiva di raggiungere la zona ospedaliera e la zona di Colli Aminei. Nonostante l'approvazione del progetto da parte del comune fu rifiutata la concessione ad EAV per la realizzazione e l'esercizio della tratta.

### L'evoluzione da ente ad azienda
Negli anni la funzione dell'ente, controllato dalla Regione Campania, si è via via evoluta fino a fungere da stazione appaltante per acquisti di beni e servizi, come nel caso del contratto per la fornitura di 3 convogli ferroviari siglato nel maggio 2001 destinati al servizio ferroviario metropolitano di Salerno. Sempre in tale anno, una legge regionale trasformò l'EAV in una società controllante del trasporto regionale. Con DGR n. 225 del 2005, EAV viene definito dalla giunta regionale soggetto di azienda pubblica della regione Campania per il coordinamento gestionale, economico e finanziario dell'esercizio di trasporto e degli investimenti.
Nel 2008, con un'operazione di scissione societaria delle aziende ferroviarie del gruppo, venne costituita EAV Bus S.r.l., finalizzata a una gestione unica degli autoservizi prima in capo alle precedenti aziende. Tale operazione culminò con il fallimento dell'azienda stessa nel novembre 2012. Con un contratto di affidamento stipulato il 31 luglio 2013 e valevole per un biennio, la Regione Campania ha affidato direttamente ad EAV l'esercizio delle autolinee precedentemente gestite da EAV Bus.
Nel 2009 la giunta regionale incaricò l'EAV della progettazione di una funivia che avrebbe dovuto collegare il Museo archeologico nazionale di Napoli e il Museo nazionale di Capodimonte, per la cui realizzazione era previsto uno stanziamento di un milione e 348 000 euro. Ancora una volta l'ente funse da stazione appaltante dell'opera, che non fu poi realizzata.
Con delibera 424/2011 la giunta regionale diede mandato a EAV di realizzare gli interventi finalizzati all'efficienza e alla riduzione dei costi di gestione aziendale. Le tre aziende ferroviarie campane, ossia Circumvesuviana, EAV, SEPSA e MetroCampania NordEst, furono conseguentemente fuse per incorporazione il 27 dicembre 2012 in una nuova compagnia, denominata sempre Ente Autonomo Volturno.

### Il risanamento finanziario e i tentativi di rilancio
Con l'elezione di Vincenzo De Luca a presidente della Regione Campania è nominato Umberto De Gregorio come presidente dell'EAV. Dopo anni di tribolazioni si riesce a raggiungere il risanamento dell'ente, gravato da circa 700 milioni di debiti, che a partire dal biennio 2016-2017, chiude il bilancio in attivo, avviando così dal 2018, le procedure per l'assunzione di 350 dipendenti e già dagli anni precedenti una serie di interventi volti a garantire maggiore sicurezza nelle stazioni con l'installazione di sistemi di videosorveglianza e maggiore decoro con la realizzazione di murales e interventi di ristrutturazione come nelle stazioni di Agnano, San Giorgio a Cremano, Piscinola-Scampia, Edenlandia, Sorrento, Gianturco, Pratola Ponte, Ponticelli, Vesuvio de Meis, San Vitaliano, Santa Maria del Pozzo, Brusciano.
Il 2016 vede la riapertura, dopo anni di fermo, della funivia del monte Faito.
È avviato un piano regionale di acquisto di nuovi mezzi per il trasporto pubblico locale su ferro e su gomma che prevede circa 800 nuovi autobus (480 già banditi con tre diverse gare entro aprile 2019 e altri 260 con due ulteriori procedure programmate, di cui circa 250 già consegnati e attivi) e 24 nuovi treni Jazz (tutti consegnati e attivi). Nello specifico per quanto riguarda EAV la Regione e la società acquistano 21 convogli per le linee flegree, di cui 12 per la Cumana (cinque consegnati e attivi fino a novembre 2018) e i restanti per la Circumflegrea, e 40 treni per la Circumvesuviana. Inoltre è avviata una vasta operazione di revamping di alcuni convogli già in esercizio: 6 per la Cumana e 25 per la Circumvesuviana (di cui il primo consegnato a giugno 2019, tre entro i tre mesi successivi, sette previsti per dicembre e altri 10 per fine 2020).
Il 27 maggio 2019 viene sottoscritto l’accordo per la fornitura di 5 treni Diesel-elettrici per il servizio ferroviario regionale sulla linea Piedimonte Matese – Napoli, e nell'occasione viene mostrato un figurino con una nuova livrea societaria.
Nonostante ciò, la Ferrovia Circumvesuviana, una delle ferrovie gestite dall'Ente, è stata costantemente classificata da Legambiente come la peggiore linea ferroviaria d'Italia nei rapporti annuali Pendolaria dal 2019 al 2025 incluso e anche la Ferrovia Cumana, come una delle peggiori in Italia.
Le problematiche principali includono ritardi cronici, soppressioni frequenti delle corse e guasti tecnici. Tra il 2010 e il 2019, il numero di corse giornaliere è diminuito drasticamente, passando da 520 a 296, con un calo del 15% del servizio offerto, mentre il costo per i pendolari è aumentato del 48,4% nello stesso periodo. Le condizioni delle infrastrutture sono spesso precarie, con stazioni fatiscenti e convogli soggetti a infiltrazioni d'acqua. Al 2025 il materiale rotabile è composto principalmente da convogli risalenti agli anni '70 e '80 che necessiterebbero di essere sostituiti. In alcuni casi gli utenti, a causa di guasti improvvisi, sono stati costretti a proseguire il viaggio a piedi lungo i binari. Questi frequenti disservizi hanno portato a una significativa diminuzione dell'utenza, con un calo del 22% dei passeggeri dal 2012. Nei mesi di aprile e maggio 2025 si sono verificati diversi episodi di fuoriuscita di fumo all'interno di alcuni convogli. Il 2 maggio un treno è deragliato presso la stazione di Pioppaino. È stata avviata una commissione d'inchiesta.
Un consistente patrimonio documentario sulle attività dell'EAV, dichiarato di interesse storico, è conservato dal 2005 a cura della Soprintendenza Archivistica per la Campania.

## Attività

### Trasporto pubblico

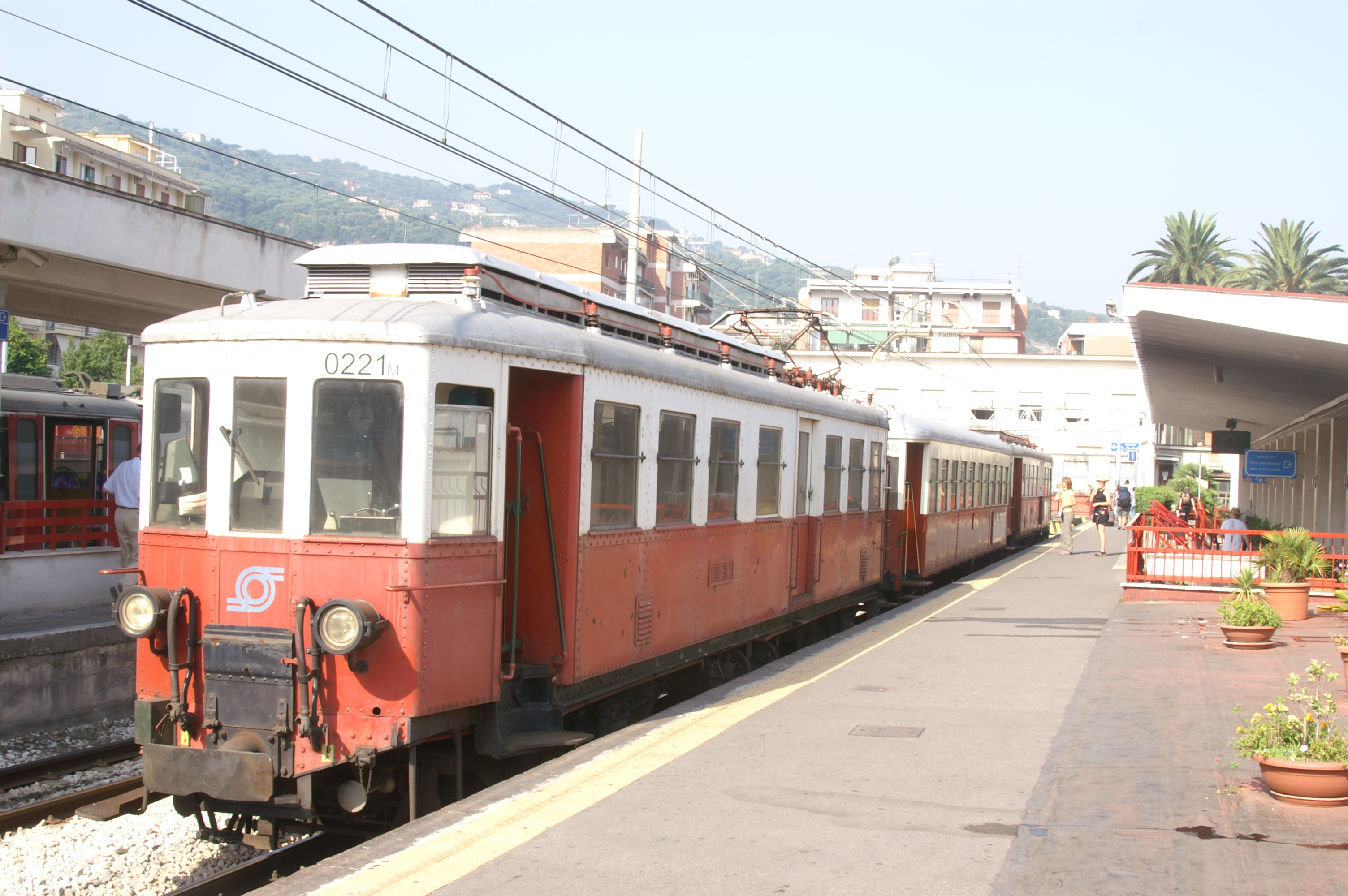
Convoglio storico del Sorrento Express presso la stazione di Sorrento

Ente Autonomo Volturno gestisce per conto della Regione Campania, che ne è proprietaria, le ferrovie isolate Circumflegrea, Cumana e Circumvesuviana, cui si aggiungono le ferrovie Alifana, Benevento-Cancello (detta anche ferrovia Caudina) e la linea Napoli-Giugliano-Aversa.
La rete ferroviaria Circumvesuviana comprende le tratte: Botteghelle-San Giorgio a Cremano, Napoli-Nola-Baiano, Napoli-Ottaviano-Sarno, Napoli-Pompei-Poggiomarino, Pomigliano d'Arco-Acerra e Torre Annunziata-Sorrento. La lunghezza complessiva delle sei relazioni è di 142,367 km per un'estensione totale di 203,447 km. Tutte le relazioni sono a scartamento ridotto italiano (950 mm); le stazioni sono in totale 96, con una densità di una stazione ogni 1,5 km, tutte ad incarrozzamento a raso. Sulla rete sono predisposti anche i seguenti servizi turistici: Sorrento Express, collegamento tra Napoli e i centri della penisola sorrentina effettuato con le prime elettromotrici restaurate, Napoli Express, collegamento tra Napoli e Sorrento effettuato con un elettrotreno più moderno, ed il Campania Express, che con un convoglio Metrostar collega le stazioni di Napoli, Ercolano, Pompei e Sorrento.
La rete Circumvesuviana trasporta circa 70.200 viaggiatori al giorno per un totale di quasi 26 milioni di passeggeri annui, mentre la rete composta dalle ferrovie Circumflegrea e Cumana vanta una lunghezza complessiva di 47 km e collega le stazioni di Montesanto, a Napoli, e Torregaveta, a Bacoli, trasportando circa 37.000 viaggiatori al giorno, per un totale di 13.5 milioni di viaggiatori l'anno.

#### Linee Vesuviane (ex Circumvesuviana)
Sono sei e si sviluppano attorno al Vesuvio, sia lungo la costa in direzione di Sorrento, sia sul versante interno alle pendici del Monte Somma, arrivando fino a Nola, Baiano e all’Agro nocerino-sarnese.
Con le stazioni di Scafati, San Valentino e Sarno, la ferrovia si estende nella provincia di Salerno, mentre con Avella e Baiano raggiunge quella di Avellino.
| Linea                                                    | Servizio                                  | Apertura | Trazione  | Lunghezza | N° stazioni |
| -------------------------------------------------------- | ----------------------------------------- | -------- | --------- | --------- | ----------- |
| Napoli-Nola-Baiano                                       | Napoli Porta Nolana-Baiano                | 1884     | Elettrica | 38 km     | 28          |
| Napoli-Ottaviano-Sarno                                   | Napoli Porta Nolana-Sarno                 | 1891     | Elettrica | 38 km     | 28          |
| Napoli-Scafati-Poggiomarino                              | Napoli Porta Nolana-Poggiomarino          | 1904     | Elettrica | 35 km     | 25          |
| Torre Annunziata-Sorrento (Napoli-Pompei Scavi-Sorrento) | Torre Annunziata Oplonti-Sorrento         | 1934     | Elettrica | 26 km     | 16          |
| Diramazione Pomigliano d'Arco-Acerra                     | Pomigliano d'Arco-Acerra                  | 1974     | Elettrica | 3 km      | 4           |
| Napoli-Centro Direzionale-San Giorgio                    | Napoli Porta Nolana-San Giorgio a Cremano | 2004     | Elettrica | 12 km     | 7           |

#### Linee flegree Circumflegrea e Cumana
| Linea                                             | Servizio                        | Apertura | Trazione  | Lunghezza | N° stazioni |
| ------------------------------------------------- | ------------------------------- | -------- | --------- | --------- | ----------- |
| Cumana (Napoli-Bagnoli-Pozzuoli-Torregaveta)      | Montesanto-Pozzuoli-Torregaveta | 1889     | Elettrica | 19,81 km  | 19          |
| Circumflegrea (Napoli-Pianura-Quarto-Torregaveta) | Montesanto-Licola-Torregaveta   | 1962     | Elettrica | 27 km     | 16          |

#### Linee suburbane
Le linee suburbane sono rispettivamente l’ex FBN (Ferrovia Benevento-Napoli) e l’ex Alifana (Napoli-Piedimonte Matese).
| Linea                                                     | Servizio                          | Apertura | Trazione  | Lunghezza | N° stazioni |
| --------------------------------------------------------- | --------------------------------- | -------- | --------- | --------- | ----------- |
| Alifana alta (Piedimonte Matese-Santa Maria Capua Vetere) | Piedimonte Matese-Napoli Centrale | 1913     | Diesel    | 41 km     | 15          |
| Benevento-Cancello                                        | Benevento-Napoli Centrale         | 1913     | Elettrica | 48 km     | 11          |

#### Linea metropolitana
EAV gestisce la seguente linea della Metropolitana di Napoli:
| Linea                  | Servizio                        | Apertura | Trazione  | Lunghezza | N° stazioni |
| ---------------------- | ------------------------------- | -------- | --------- | --------- | ----------- |
| Linea Piscinola-Aversa | Aversa Centro-Piscinola-Scampia | 2005     | Elettrica | 10,2 km   | 5           |

#### Funivia del Faito
La funivia del Faito collega nel periodo estivo il centro di Castellammare di Stabia con il monte Faito, proprio nella parte che rientra nella città di Vico Equense, in 8 minuti. L'impianto è stato aperto nel 1952 e completamente rimodernato nel 1990.
Il servizio funiviario è stato sospeso nel 2013. La riapertura, dopo lavori di ammodernamento e consolidamento, inizialmente prevista per il 25 aprile 2016, è avvenuta il 4 maggio dello stesso anno.

#### Servizi autolinee
EAV Bus Srl nasce in attuazione della delibera N. 1767 dell’ottobre 2006 della Giunta Regionale della Campania, nasce per realizzare la specializzazione per modalità di esercizio (gomma-ferro) delle aziende di trasporto pubblico locale, facenti parte del gruppo EAV, dal 2013 proprietà di EAV: Circumvesuviana srl, SEPSA e MetroCampania NordEst. Nel maggio 2008 viene annesso il servizio di trasporto pubblico (compreso il personale) della società Schiano di Monte di Procida. A luglio 2008 viene incorporata, a seguito intesa con comune di Castellammare di Stabia e Provincia di Napoli, la società ASM.
Nel 2009, a seguito di fallimento e su richiesta della regione Campania e della Provincia di Napoli, vengono assorbiti i servizi, con relativo personale, delle società Izzo di Benevento e Pegaso di Forio di Ischia. A fine 2009, per incorporazione, viene assorbita anche la società Vesuviana Mobilità, di proprietà mista: Circumvesuviana s.r.l, CTP (Napoli) e ANM.
Il 15 novembre 2012 il cancelliere e il curatore fallimentare notificano in azienda la sentenza di fallimento (sentenza del 14 novembre). Viene assicurato per 24 ore l’esercizio provvisorio. Il 16 novembre il Giudice del procedimento dispone il prolungamento dell’esercizio provvisorio fino al 20 novembre, quando il gruppo EAV (società controllante) propone alla curatela l’affidamento provvisorio dei servizi, in comodato, per poter sottoscrivere successivamente un contratto di affitto. La Regione autorizza EAV ad assumere i servizi ed assicura le risorse finanziarie. I curatori fallimentari, con due diverse procedure di gara, mettono all'asta il fitto d'azienda, compreso i contratti attivi (contratti di servizio).
Il 31 luglio viene stipulato il contratto di servizio della durata di 2 anni, fino al 31 luglio 2015. Dal 1º ottobre 2016, vengono trasferiti ad A.IR. i servizi ed il personale con residenza Benevento-Avellino. EAV ha partecipato alla prima fase della gara (pre-qualifica), individuando in Busitalia Campania un alleato con cui partecipare.
Le livree utilizzate sono rosso, bianco per bus urbani e azzurro, bianco per bus extraurbani. Ulteriori varianti livree sono, rosso, giallo per bus urbani e blu, grigio per bus extraurbani.

## Parco mezzi

### Linee ferroviarie
Il patrimonio aziendale di EAV, con l'acquisizione dello status di impresa ferroviaria, è stato significativamente incrementato grazie all'apporto dei parchi rotabili delle precedenti gestioni e, fatti salvo i veicoli di servizio, accantonati o per usi speciali, risulta così composto:
Circumvesuviana
- 38 elettrotreni SFSM ETR 001-085. Costruiti da Sofer/Asgen nel periodo 1971/78, alimentazione a 1500 V c.c., impianto frenante a disco, incarrozzamento a raso. Scartamento 950 mm.
- 25 elettrotreni SFMS ETR 086-118. Costruiti da Sofer nel 1988, alimentazione a 1500 V c.c., impianto frenante a disco, incarrozzamento a raso. Scartamento 950 mm. Quindici di essi sono stati sottoposti a revamping tra il 2019 e il 2021.
- 22 elettrotreni Circumvesuviana ETR 201-226 Metrostar. Costruiti da Ansaldobreda/Firema nel 2008/2009, alimentazione a 1500 V c.c., impianto frenante a disco, incarrozzamento a raso. Scartamento 950 mm.
- 56 elettrotreni Circumvesuviana ETR 300. Costruiti da Stadler a partire dal 2021. Al 2025, non sono ancora in funzione; il primo dei treni consegnati è in fase di collaudo.

Cumana e Circumflegrea
- 13 ET 400. Consegnati da Firema tra il 1991 e il 1998 su progetto Firema E 82 e sottoposti a revamping tra il 2013 e il 2022. Alimentazione a 3.000 V c.c. Scartamento ordinario.
- 14 Alfa 3 ET 500. Consegnati da Titagarh FiReMa Adler tra il 2017 e il 2021. Alimentazione a 3.000 V c.c. Scartamento ordinario.

Ferrovia Benevento-Cancello
- 4 Firema E 126. Costruiti da Firema negli anni ottanta. Alimentazione a 3.000 V c.c.
- 9 ETR 243. Consegnati da Titagarh Firema Adler tra il 2017 e il 2019. Alimentazione a 3.000 V c.c.
- 5 automotrici MCNE. Costruite da Fiat nel 1981/82 su modello ALn 668.3000 FS, classificate ALn 668 005-009. Scartamento ordinario.
- 4 automotrici MCNE. Acquistate dalle FS, furono costruite da Fiat nel 1956/63 e immatricolate nel gruppo ALn 668.1400; sono numerate, 103, 113, 116 e 118. Scartamento ordinario.
- 2 automotrici MCNE. Costruite da Fiat nel 1991 su modello ALn 663, classificate ALn 663 010-011. Scartamento ordinario.

Linea Piscinola-Aversa (Metropolitana di Napoli)
- 11 elettromotrici ACOTRAL MA 100, precedentemente in servizio presso la metropolitana di Roma. Al 2025 è utilizzato soltanto un convoglio.
- 10 elettrotreni CAF Inneo per la linea Napoli-Giugliano-Aversa costruiti da CAF. Al 2025 sono in fase di collaudo, dunque non ancora in servizio.

Ferrovia Alifana
- 5 ATR 803 per la linea ex Alifana costruiti da Stadler, classificati ATR 803 numerati in 301, 302, 303, 304 e 305.

È stato avviato il revamping di 37 ETR per Circumvesuviana (12 ETR serie 001/085 e 25 ETR serie 086/118) e di alcune ALn663 della Ferrovia Napoli Centrale - Caserta - Piedimonte Matese.

### Linee autobus
Elenco linee:
- Area Flegrea
- 101 Napoli-Monte di Procida
- 102 Baia-Torregaveta
- 106 Piazzale Tecchio-Monterusciello
- 144-145-146 Servizio Urbano Bacoli
- 150 Vomero-Miseno (Linea Estiva)
- 153 Torregaveta-Acquamorta
- 153 Torregaveta-Monte di Procida
- 800 Servizio Urbano di Quarto
- 906 Monteruscello-Capomazza-Pozzuoli
- 907 Monteruscello-Arco Felice-Pozzuoli
- 908 Quarto Villa Comunale-Pozzuoli
- 909 Pozzuoli-Licola
- 910 Pozzuoli-Lago Patria
- 911 Lago Patria-Licola-P.le Tecchio
- 912 Quarto-La Macchia-Pozzuoli
- 913 Ospedale La Schiana-Toiano-Pozzuoli
- 914 Lago Patria-Napoli P.le Tecchio
- 915 La Pietra-Metrò Solfatara
- 954 Pozzuoli (Via Fasano)-Metrò-Pisciarelli
- 955 Cigliano-Capomazza-Via Fasano
- 982 Marano-Quarto
- 982 Qualiano-Quarto

- Area Sorrentina
- 007 Piano-Sant’Agata
- 007-008 Collegamenti Marina Piccola
- 008 Meta-Massalubrense
- 008 Collegamenti Marina Grande
- 009 Circolari Vico Equense
- 009 Vico Equense-Monte Faito

- Area Vesuviana Nolana e Vallo di Lauro
- 002 Baiano-San Gennaro (scolastica)
- 002 Napoli-Nola-Monteforte
- 002-005 Collegamenti Cis-Interporto
- 005 Nola-Castellammare Terme
- 006 Casamarciano–Cicciano–Comiziano (scolastica)
- 006 Nola-Avella
- 010 Napoli-Carbonara-Sarno
- 011 Nola-Lauro-Moschiano
- 012 Nola-Palma Campania
- 013 Quindici-Lauro-Ottaviano
- 704-705 Servizio Urbano Pomigliano D'Arco
- 816 Circolari Somma Vesuviana
- 903 Acerra-Napoli
- 933 Acerra Pomigliano (scolastica)
- 941 Acerra-Nola

- Area Torrese e Vesuviana Costiera
- 001 Scafati-Napoli
- 003 Circolare Dx e Sx Torre-Bosco
- 003 Torre Annunziata Novartis-Boscoreale-Marra
- 051 Navetta Porto di Napoli
- 301 Castellammare Linea 1
- 302 Castellammare Linea 2
- 303 Castellammare Linea 3
- 304 Castellammare Linea 4
- 305 Castellammare Linea 5
- 306 Castellammare Linea 6
- 307 Castellammare Linea 7
- 310 Castellammare Linea Mare (Linea Estiva)
- 315 Castellammare Linea Nord-Sud
- 803 Torre del Greco Linea E
- 804 Torre del Greco Linea F
- 805 Torre del Greco Linea C (con 802 Linea A)
- 807 Torre del Greco Linea B
- 808 Pompei-Vesuvio
- 813 Servizio Urbano San Giorgio a Cremano
- 815 San Sebastiano-Cercola-Ospedale del Mare
- 817 San Giorgio-Ospedale del Mare
- 850 Ercolano-Ospedale del Mare

- Area Nord di Napoli e Giuglianese
- 904 Qualiano-Napoli Frullone
- 905 Afragola-Napoli (Porta Nolana)
- 918 Giugliano (Casacelle)-Mugnano-Napoli (Frullone)
- 919 Napoli (Frullone)-Calvizzano-Qualiano
- 920 Arzano-Napoli
- 921 Sant’Antimo-Napoli
- 922 Afragola AV-Casoria Staz-Napoli (via Tangenziale)
- 922 Afragola-Casoria-Napoli (staz.Piscinola)
- 924 Caivano-Afragola-Scampia Metrò
- 924 Caivano-Casoria Staz.-Napoli (via Tang.)
- 928 Orta-Napoli
- 929 Orta-Caivano-Napoli (Via Crispano)
- 930 Succivo-Napoli
- 931 Orta-Napoli (Staz. Metrò Piscinola)
- 949 Napoli-Calvizzano-Marano (circolare)
- 951 Napoli Frullone MN1-Marano Circolare
- 971 Grumo-Scampia-Napoli

- Servizi di Supporto ferroviario
- STSEP Licola-Torregaveta (supporto Circumflegrea)
- STCIR Baiano-Napoli
- STCIR Nola-Napoli
- STCIR Poggiomarino-Napoli
- STCIR Sarno-Napoli
- STCIR Saviano-Scisciano-Napoli
- STCIR Sorrento-Napoli

- Elenco Linee Procida
- 137 Procida Linea 1
- 138 Procida Linea 2
- 139 Procida Linea C1
- 140 Procida Linea C2
- 141 Procida Linea C1-C2
- 142 Procida Linea 7

- Elenco Linee Ischia
- 171 Ischia Linea 1
- 172 Ischia Linea 2
- 173 Ischia Linea 3
- 174 Ischia Linea 4
- 175 Ischia Linea 5
- 176 Ischia Linea 6e
- 177 Ischia Linea 1
- 178 Ischia Linea 8
- 182 Ischia Linea C12
- 183 Ischia Linea C13
- 186 Ischia Linea L16
- 191 Ischia Linea L21
- 192 Ischia Linea L22
- 197 Ischia Linea CD
- 198 Ischia Linea CS
- 199 Ischia Navetta ZIZI'

Linee Universitarie (Monte S. Angelo e Agnano, Fisciano, Zona Ospedaliera)
- Servizi Universitari Fisciano
- 021 Collegamenti con Università di Fisciano

- Servizi Universitari Monte Sant'Angelo/Agnano
- 001-002-010-101-751-927-932-952 Collegamenti con Università di Monte Sant’Angelo e Agnano

- Servizi Universitari Zona Ospedaliera
- 010-135-860-927 Collegamenti con Zona Ospedaliera

## Parte del materiale rotabile

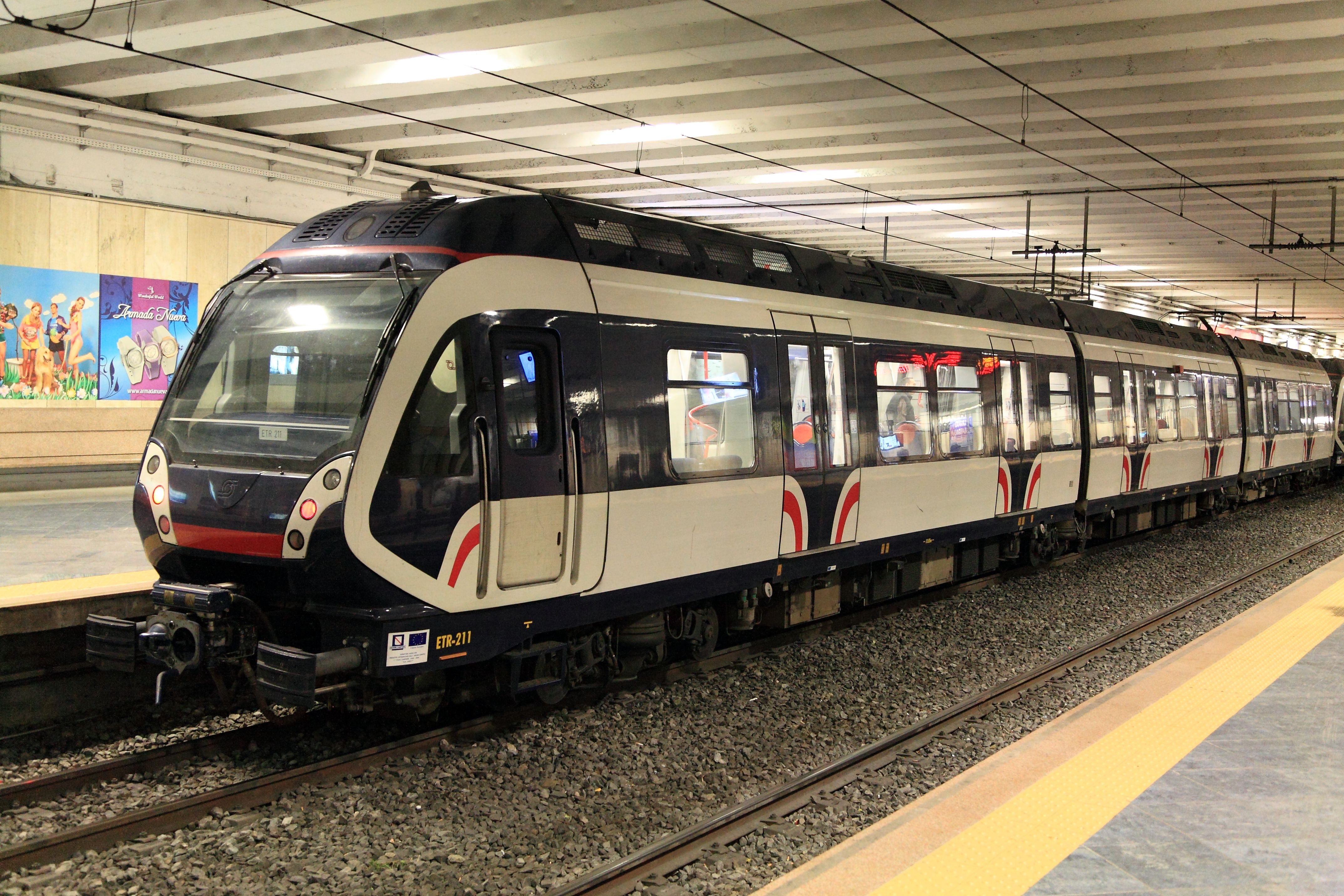
ETR 201-226
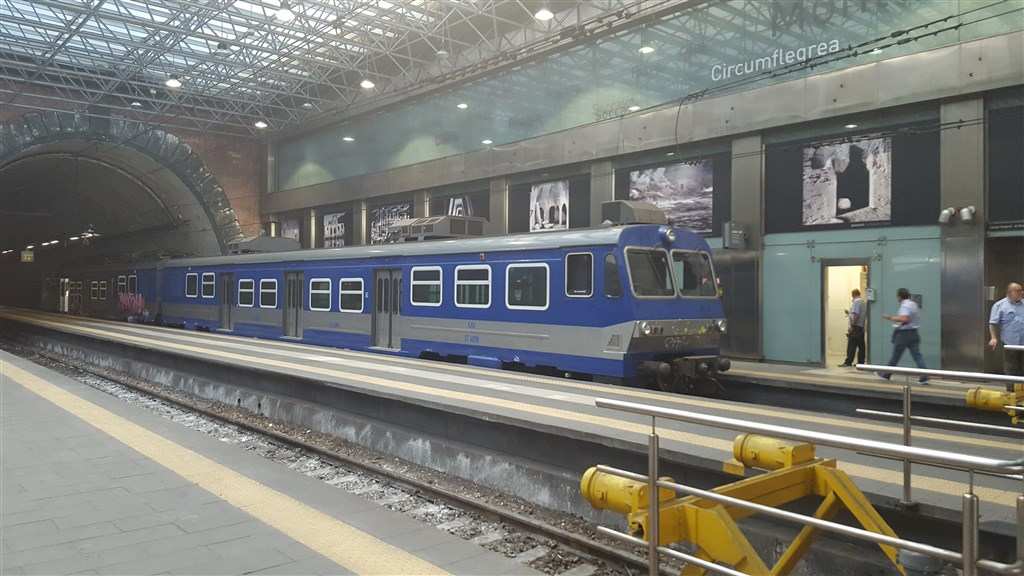
Elettrotreno EAV ET.400
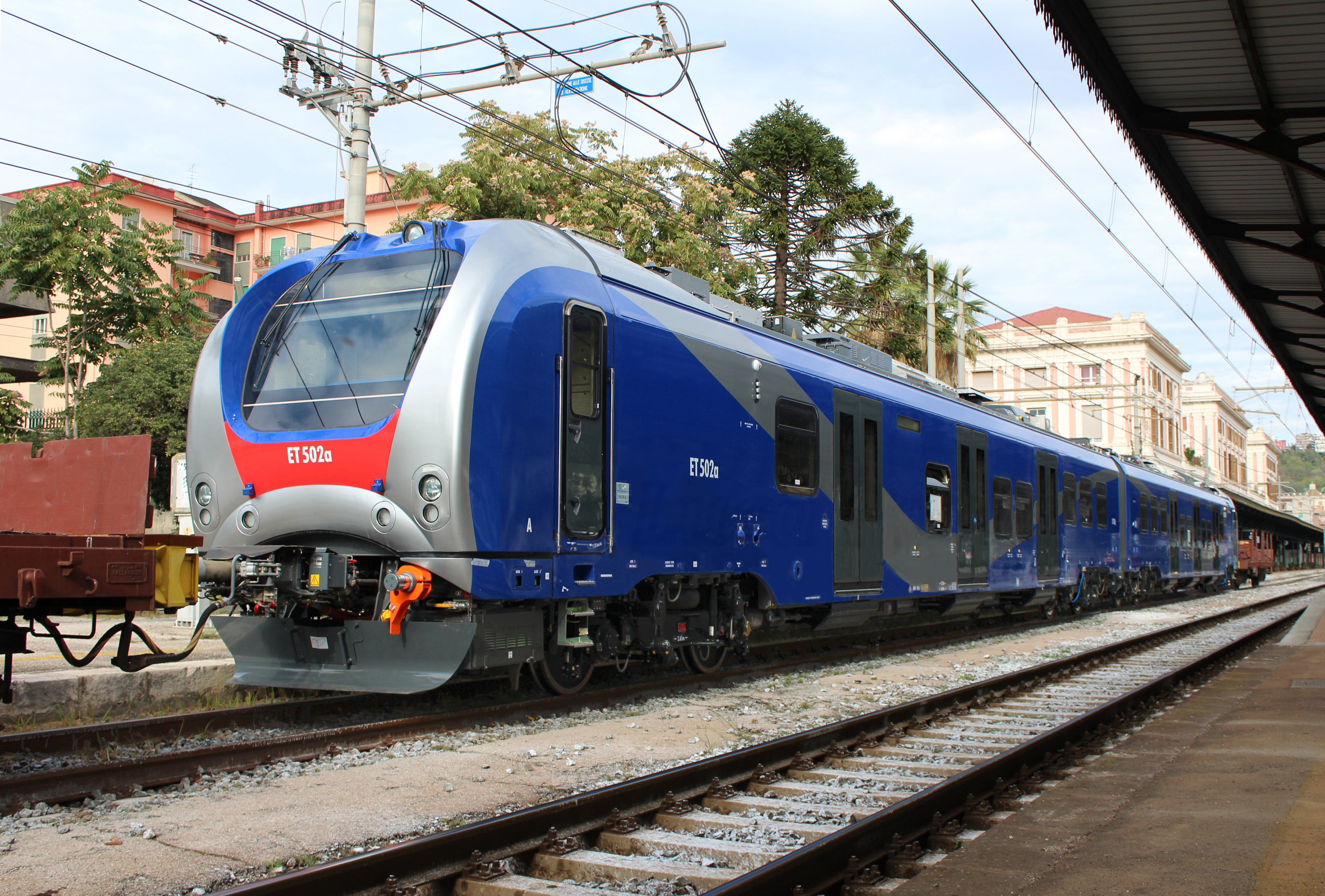
Elettrotreno EAV ET.500
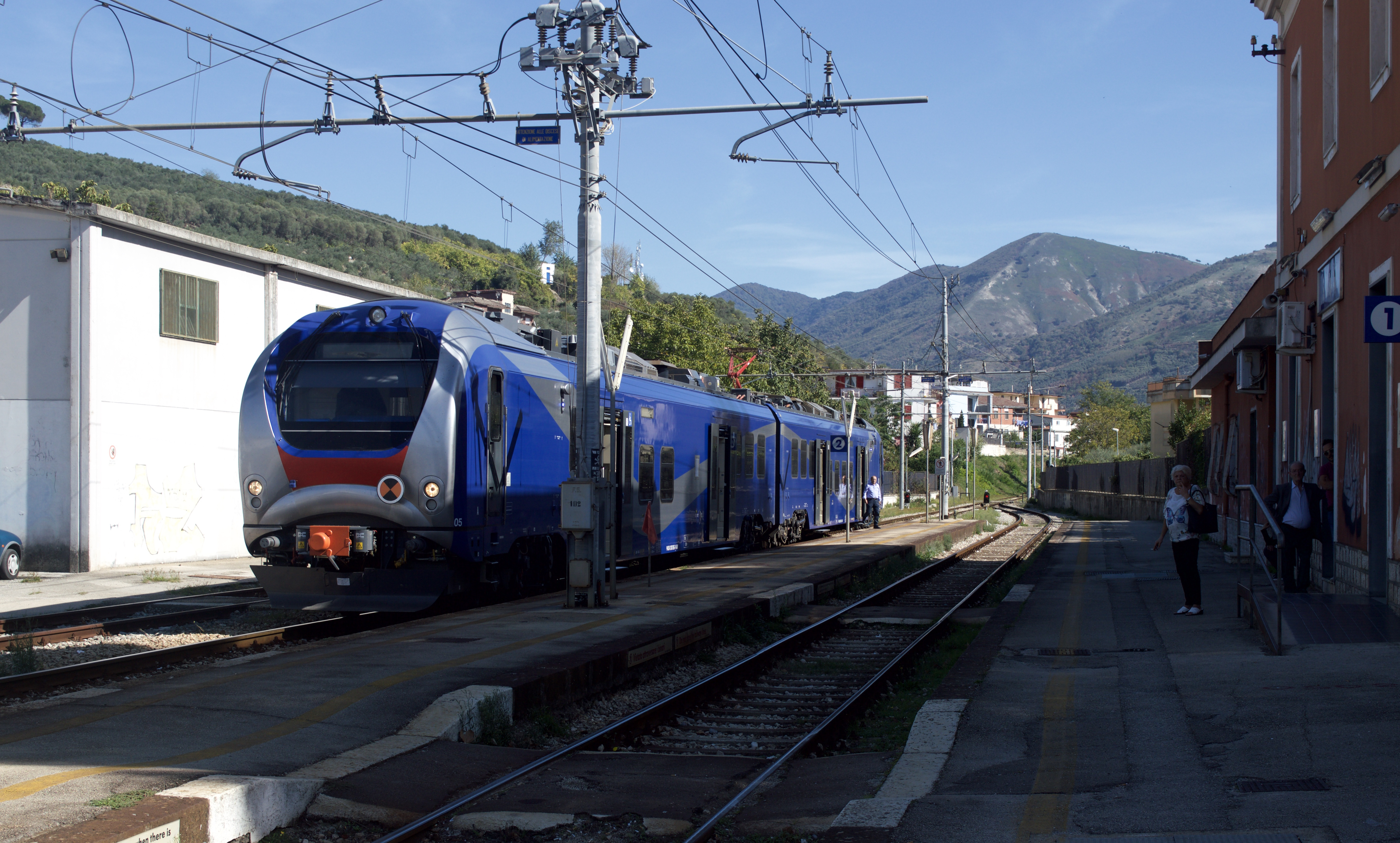
Elettrotreno EAV TFA Alfa 2
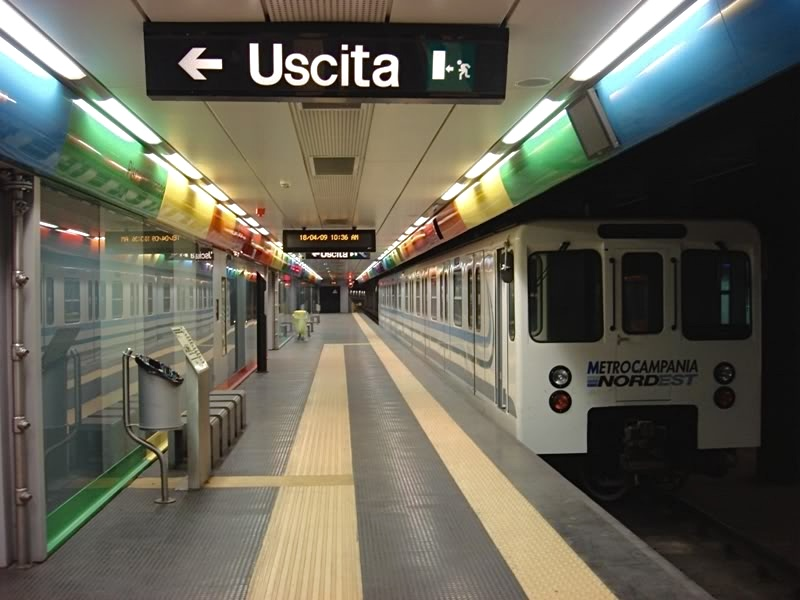
Elettromotrici ACOTRAL MA 100